# Orvieto Vie
Orvieto Vie è un museo diffuso sito ad Orvieto, nel Palazzo Simoncelli in Piazza del Popolo, in provincia di Terni.

## Descrizione
Il museo si divide in tre sale:
- la prima sala si chiama la "Città di sopra" e narra la storia, gli edifici e i prodotti enogastronomici di Orvieto;
- la seconda sala si chiama la "Città di sotto" e descrive i sotterranei di Orvieto;
- la terza sala mostra in un video il sunto della visita al museo stesso.

Concludono il percorso museale dei totem interattivi che descrivono l'arte, la storia e i monumenti di Orvieto.